# Anton Flettner
Anton Flettner  (sinh ngày 1 tháng 11 năm 1885, mất ngày 29 tháng 12 năm 1961)  là một kỹ sư hàng không và nhà phát minh Đức. Ông có nhiều đóng góp quan trọng về thiết kế máy bay và trực thăng. Ông sinh ra ở Eddersheim (hiện tại là một huyện lụy của Hattersheim am Main).